# Félix Galván López
Félix Galván López (Valle de Santiago, Guanajuato; 19 de enero de 1913 - Chihuahua, 10 de agosto de 1988) fue un militar mexicano, que ocupó el cargo de Secretario de la Defensa Nacional en el periodo presidencial de José López Portillo (1976-1982).

## Biografía
Nació el día 19 de enero de 1913 en el municipio de Valle de Santiago, Guanajuato, sus padres fueron Félix Galván y Áurea López.
A los 19 años ingresó al Heroico Colegio Militar y egresó de este como Subteniente de Caballería.
El 20 de noviembre de 1970 alcanzó el grado de General de División. Entre 1970 a 1976 fue Comandante de la 5/a., 6/a. y 16/a. Zonas Militares.
El 1 de diciembre de 1976 fue nombrado Secretario de la Defensa Nacional cargo que ocupó hasta el 30 de noviembre de 1982.
Uno de los escándalos durante su tiempo en la SEDENA fue el otorgamiento de un grado de General de División apócrifo a Arturo Durazo Moreno apodado el "Negro".
Murió el 10 de agosto de 1988 en la ciudad de Chihuahua.

## Condecoraciones
- Medalla Conmemorativa XX Aniversario de las Fuerzas Armadas Revolucionarias (Cuba, 1980).[1]